# Gherla
Gherla (njem.; Neuschloss ili Armenierstadt, mađ.; Szamosújvár ili Örményváros) je grad u županiji Cluj u Rumunjskoj. Peti grad po veličini u županiji nakon Cluja, Turde, Deja i Câmpia Turziia.

## Zemljopis
Grad se nalazi u središnjem dijelu povijesne pokrajine Transilvanije, oko 45 km sjeverno od županijskog središta Cluja. Smještena je u sjevernoj Transilvaniji, na rijeci Samoš.

## Stanovništvo
Prema popisu stanovništva iz 2002. godine grad je imao 24.083 stanovnika. Većinsko stanovništvo u Rumunji (79.9%), s mađarskom (16,96%) i romskom  (2,72%)  manjinom. Početkom 20. stoljeća podjednak broj stanovništva činili su Mađari i Rumunji.

## Vanjske poveznice
- Službena stranica grada

### Ostali projekti
|  | Zajednički poslužitelj ima još gradiva o temi Gherla |